# Omotes cucujides
Omotes cucujides är en skalbaggsart som beskrevs av Newman 1842. Omotes cucujides ingår i släktet Omotes och familjen långhorningar. Inga underarter finns listade i Catalogue of Life.